# Wolfgang Klaus
Wolfgang Oskar Klaus (* 1930 in Frankfurt (Oder)) ist ein ehemaliger deutscher Politiker der Sozialistischen Einheitspartei Deutschlands (SED). Im Jahr 1965 war er Oberbürgermeister der Stadt Frankfurt (Oder). 
Nach der Befreiung Frankfurts begann Klaus 1945 in der Stadtverwaltung zu arbeiten. Nachdem Oberbürgermeisterin Lucie Hein gestorben war, wurde Klaus als amtierender 1. Stellvertreter der Oberbürgermeisterin interimistisch Oberbürgermeister. Dieses Amt führte er vom 15. September bis zum 4. November 1965 aus. Nachdem sein Nachfolger Fritz Krause gewählt worden war, zog sich Klaus aus der Politik sowie aus der Stadtverwaltung zurück und wurde beim Rat des Bezirkes Frankfurt (Oder) tätig.
| Personendaten    | Personendaten                                                                  |
| ---------------- | ------------------------------------------------------------------------------ |
| NAME             | Klaus, Wolfgang                                                                |
| ALTERNATIVNAMEN  | Klaus, Wolfgang Oskar (vollständiger Name)                                     |
| KURZBESCHREIBUNG | deutscher Politiker (SED), Oberbürgermeister der Stadt Frankfurt (Oder) (1965) |
| GEBURTSDATUM     | 1930                                                                           |
| GEBURTSORT       | Frankfurt (Oder)                                                               |